# زمین بازی

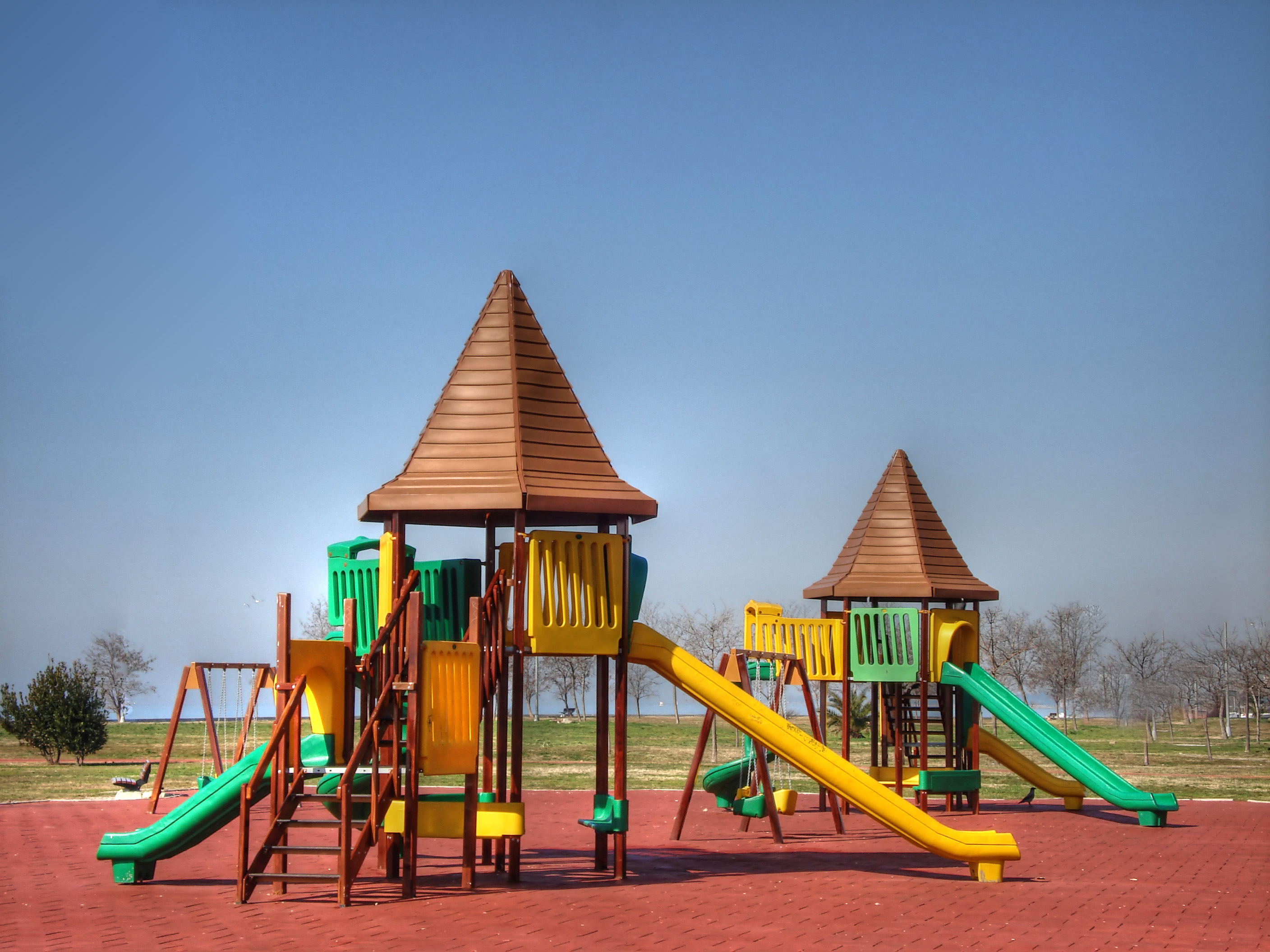
نمونه ای از زمین بازی مدرن برای کودکان

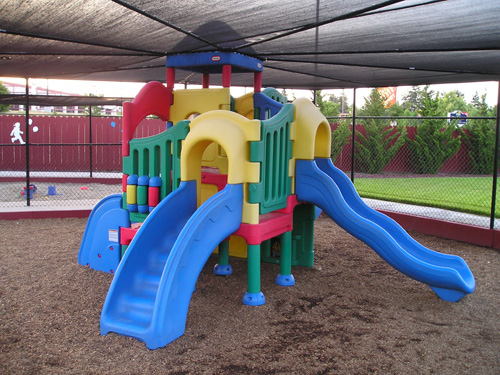
سازه ترکیبی در زمین بازی کودکان

زمین بازی یا محوطه بازی کودکان یک مکان طراحی شده و اختصاص یافته است که به کودکان اجازه بازی و تفریح می‌دهد. زمین بازی ممکن است به صورت داخل سالنی هم ساخته شود اما معمولاً زمین‌های بازی کودکان به صورت روباز و در فضای آزاد ساخته می‌شوند.
علاوه بر کودکان و نوجوانان، زمین‌های بازی ممکن است برای بزرگسالان و حتی سالخوردگان هم ساخته شوند. محدودیت‌های سنی حداقلی و حداکثری معمولاً برای ورود و استفاده از وسایل در زمین‌های بازی وجود دارد.
زمین‌های بازی امروزه دارای تجهیزات و امکانات مختلفی هستند، از جمله: الاکلنگ، چین-آپ، سرسره، تاب و مانند آنها.
زمین‌های بازی اغلب نیز باید امکاناتی برای بازی‌های غیررسمی مثل بسکتبال، پرتاب توپ بسکتبال، اسکیت و توپ بازی دارند.
معمولاً در پارکها، مدارس، مراکز خرید، رستورانها، ترمینال‌های مسافری و سایر مراکز اجتماع بزرگ زمین‌های بازی کودکان تعبیه می‌شوند.
یک نوع از زمین بازی به نام playscape وجود دارد که به جای مراکز شهری و انسان ساخته در محیط‌های طبیعی ایجاد می‌شود. برای مثال پیست‌های اسکی تفریحی غیررسمی که مردم در اطراف جاده‌ها ایجاد می‌کنند یا محل‌های کوچکی که برای ورزش و بازی در دل طبیعت در نظر می‌گیرند در این گروه قرار می‌گیرند.

## تاریخچه

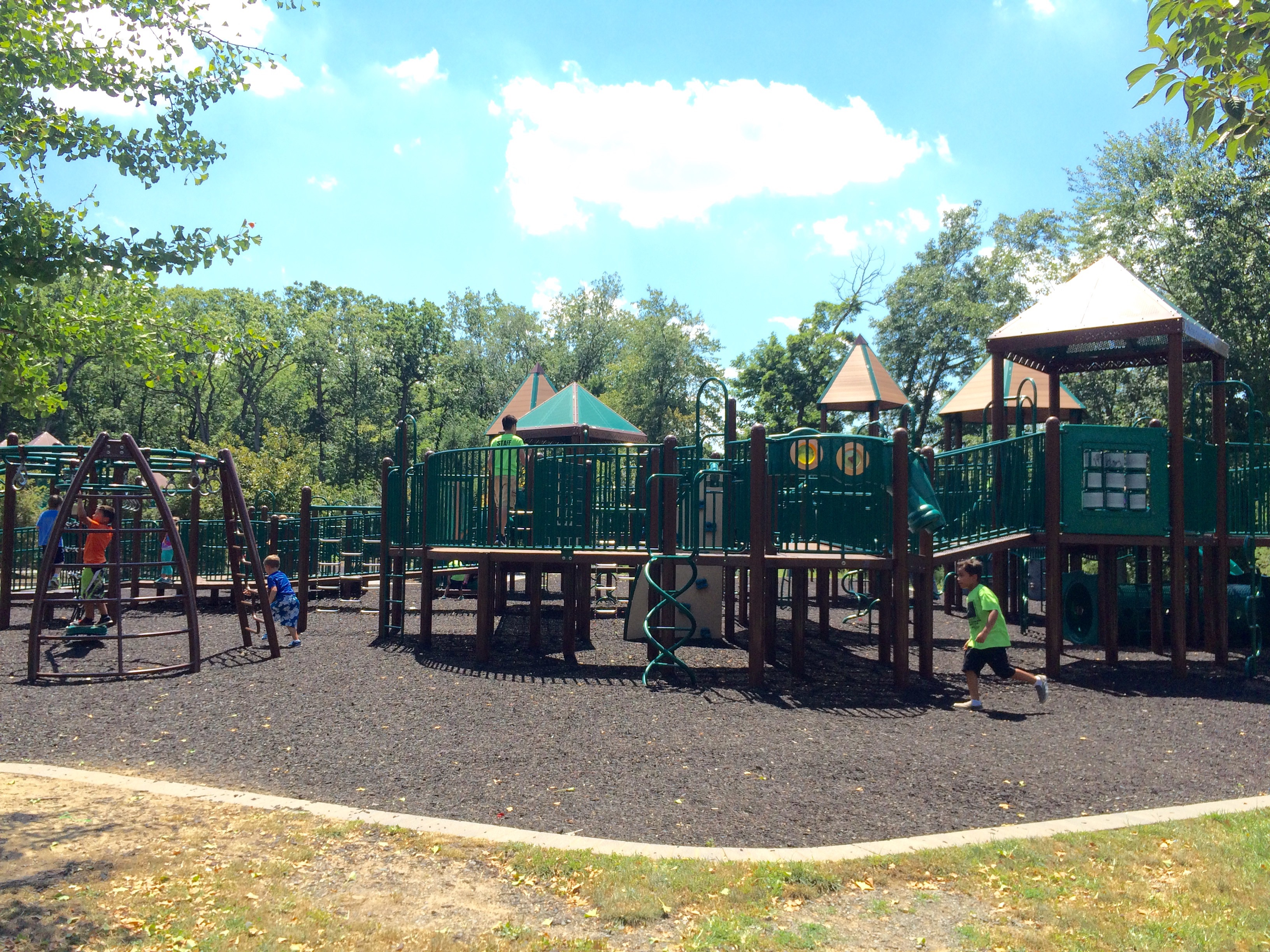
زمین بازی در پاراموس نیوجرسی

نخستین بار در آلمان و در مجاور مدرسه‌ها محل‌های بازی کودکان برای گسترش رفتارهای خوب در کودکان ساخته شدند. اما نخستین محل بازی ویژه کودکان در یک مکان عمومی در سال ۱۸۵۹ در پارکی در منچستر انگلستان بنا شد.

## طراحی
طراحی زمین بازی کودکان به هدف و مخاطبان آن بستگی دارد. در پارکهای بزرگ، معمولاً زمینهای بازی با هدف سرگرم سازی کودکان کم سن و سال ساخته می‌شوند و هدف آنها نوجوانان و دانش آموزان مدرسه ای نیست؛ چرا که ممکن است کودکان آرام نتوانند به راحتی در کنار کودکان ناآرام از این امکانات استفاده کنند.

## اثرات زمین بازی بر رشد کودک

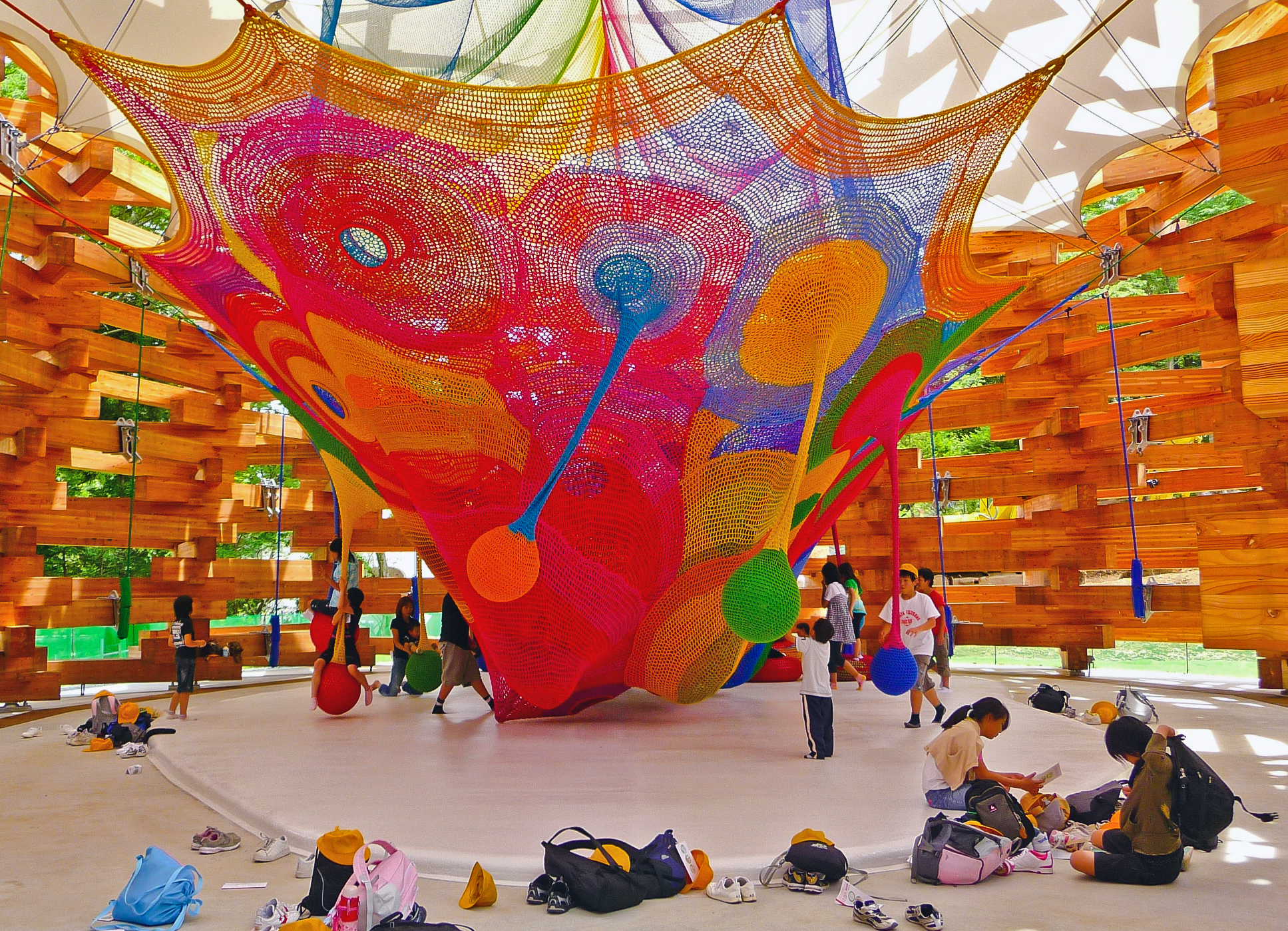
زمین بازی رنگارنگ در پارک ملی فوجی-هاکونه-ایزو ژاپن

بر اساس نظرات متخصصان، مهارت‌های اجتماعی که کودکان در زمین بازی به دست می‌آورند اغلب تبدیل به مجموعه مهارت‌هایی مادام العمر در آنان می‌شود. تحقیقات نشان می‌دهد که بیرون از محیط خانه، یکی از مهم‌ترین مراکز برای کودکان همین زمین‌های بازی است و بیشتر بازیهایی که کودکان در زمین‌های بازی انجام می‌دهند برای رشد سالم آنها الزامی است.

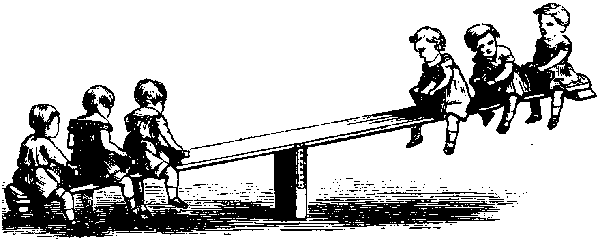
الاکلنگ بازی گروهی کودکان

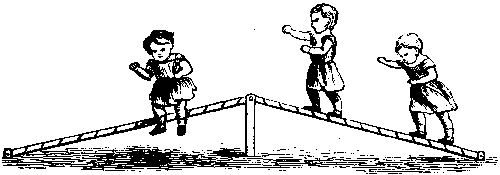
پل طناب برای بهبود تعادل

بازیهای زیادی برای کودکان در زمین‌های بازی ابداع شده است. معمولاً حضور کودکان در زمین بازی همراه با نظارت والدین است.
برای بسیاری از کودکان، ساعت حضور در زمین بازی عمومی جزو زمانهای مورد علاقه‌شان است. 

## ایمنی
ایمنی در زمین‌های بازی به طور کلی به معنای پیشگیری از صدمات. ریسک گریزی باعث می‌شود که طراحان زمین‌های بازی کودکان، بیشترین تمرکز را بر کاهش احتمال جراحت در کودکان در این مکانها بگذارند. اما در هر حال این مهم است که کودکان به تدریج مهارت ارزیابی خطر را دریابند و این مسئله در یک زمین کاملاً ایمن امکانپذیر نخواهد بود.
تجهیزات و امکانات زمین‌های بازی برای گروه‌های سنی مختلف در اندازه‌ها و اشکال متفاوتی ساخته می‌شوند.

### مقررات
در ایالات متحده آمریکا استانداردی برای دادن گواهی به زمین‌های بازی کودکان تهیه شده است. استاندارد ASTM F2373 مربوط به تجهیزات و امکانات زمینهای بازی است.
استانداردهای اروپایی EN 1177 ویژگیهای لازم برای سطوح مورد استفاده در زمین‌های بازی را مشخص می‌کند. این استاندارد حداقل مواد و ارتفاع تجهیزات در زمین‌های بازی را تعیین می‌کند. استاندارد EN 1176 نیز تجهیزات زمین بازی استاندارد را پوشش می‌دهد.

### استراتژی‌های پیشگیری از صدمات
بیشترین آسیب‌های بازی در زمین‌های بازی مربوط به سقوط کودکان از تجهیزات است و بنابراین پیش بینی‌هایی در این زمینه صورت گرفته است:
- کاهش حداکثر ارتفاع تجهیزات بازی کودکان؛
- کاهش احتمال افتادن از تجهیزات از طریق استفاده از موانع، و ناخوشایند کردن جاهای مرتفع برای کودکان (تشویق به استفاده از محیط‌های با ارتفاع کمتر)؛ و
- نصب کفپوش انعطاف‌پذیر تر در سطح زیر و اطراف تجهیزات بازی.

### آمار جراحت در زمین‌های بازی کودکان
هر سال در ایالات متحده به بخش اورژانس درمان بیش از دویست هزار کودک تا ۱۴ سال را در رابطه با جراحات مرتبط با زمین‌های بازی درمان می‌کند. در سال ۱۹۹۹، بالغ بر ۷۵٫۸ درصد از این جراحات مربوط به زمین‌های بازی عمومی بوده است در حالی که ۲۲٫۸٪ مربوط به تجهیزات بازی خانگی می‌شده است.
در سال ۱۹۹۵ هزینه مربوط به آسیب‌های ناشی از زمین‌های بازی در کودکان کمتر از ۱۴ سال حدود $۱٫۲ میلیارد دلار بوده است.

## ساختن زمین‌های بازی

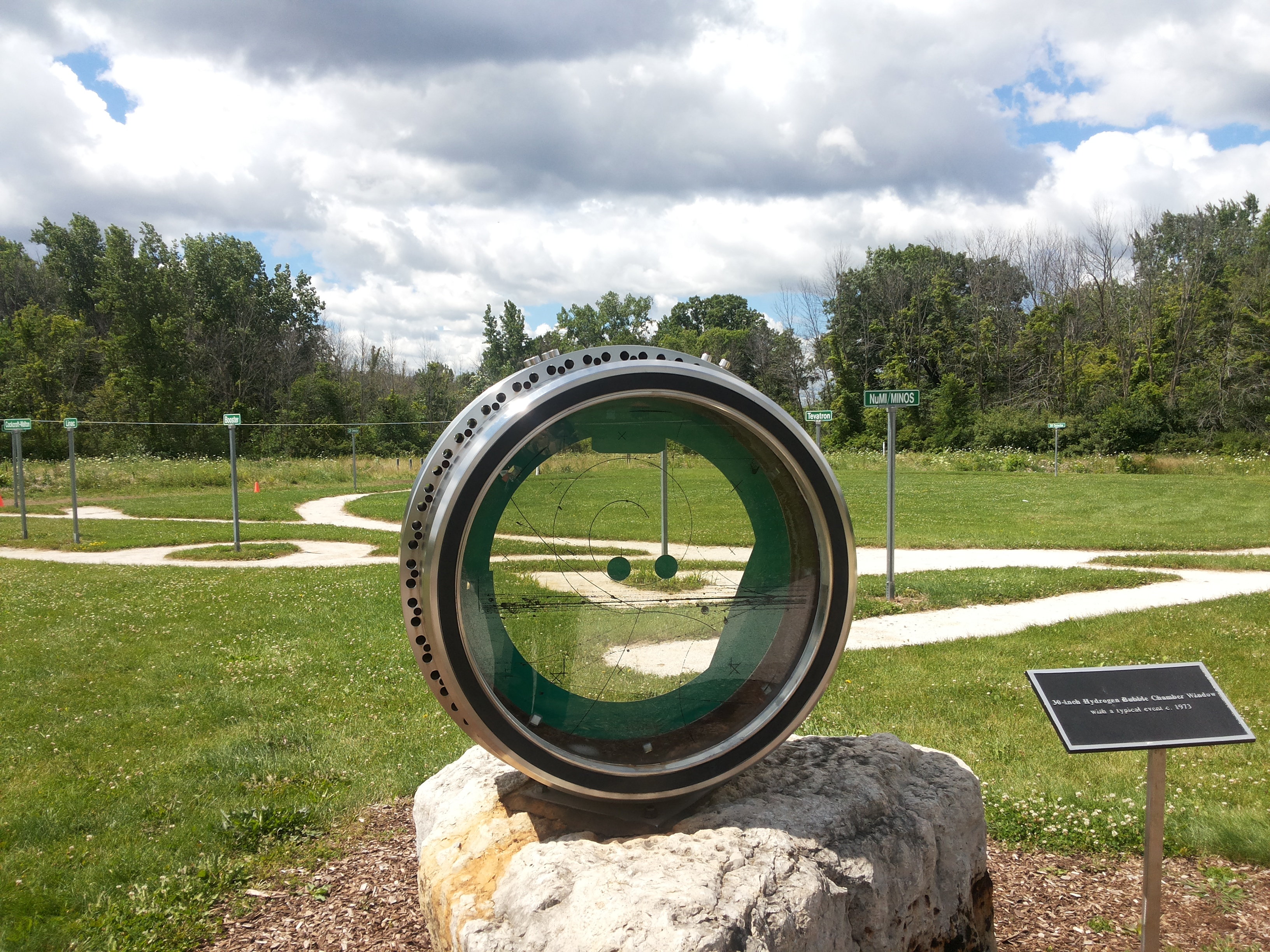
«زمین بازی پروتون» در فِرمی‌لَب شامل یک حباب برای تشویق کودکان به دنبال کردن یک مسیر شبیه پروتون در برخورد دهنده است.

زمین‌های بازی می‌توانند به طرق زیر ایجاد شوند:
- با مشارکت مالی و کمکهای محلی ساکنان یک منطقه.
- از محل درآمدهای عمومی و دولتی مثل محل‌های بازی پارکها و مدارس
- توسط شرکت‌های انتفاعی برای سود
- توسط نهادهای غیرانتفاعی سازمان مثلاً در مراکز علمی.

### زمین‌های بازی برای بزرگسالان
در چین و برخی از کشورها در اروپا زمین‌های بازی طراحی شده برای بزرگسالان وجود دارد. این فضاهای باز حاوی وسایل ورزشی و تناسب اندام هستند.

### معنای استعاری زمین بازی
زمین بازی استفاده می‌شود به عنوان یک استعاره برای توصیف یک محل برای برخی از انواع کارها و بازیها. برای مثال یک آزمایشگاه نیز ممکن است به عنوان زمین بازی برای یک دانشمند باشد. یا یک کشور اشغال شده می‌تواند زمین بازی کشورهای دیگر باشد.